# Niña de Yde

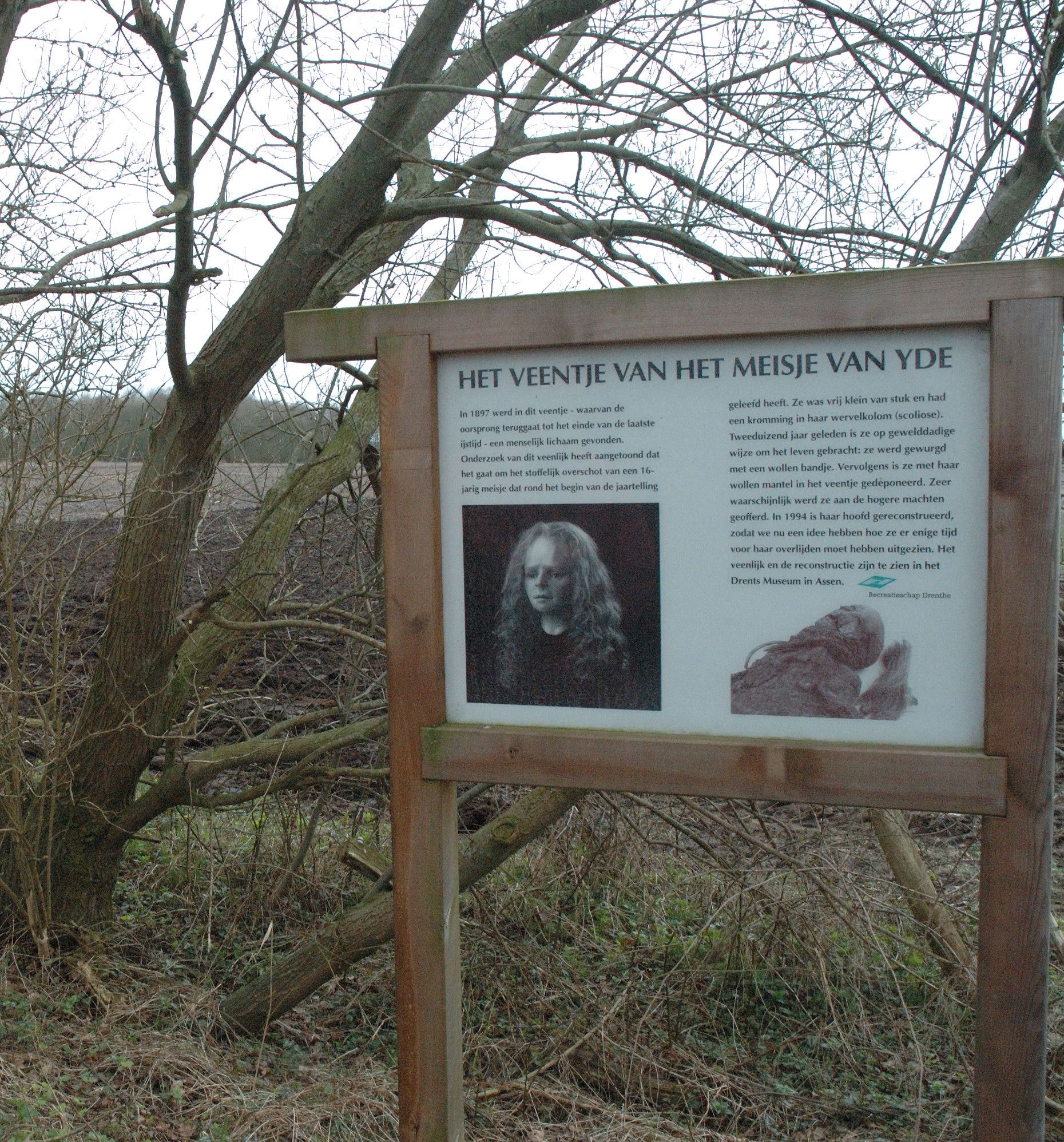
Cartel que indica la zona del hallazgo de la Niña de Yde.

La Niña de Yde es el cadáver momificado de una mujer, que data aproximadamente del 54 a. C. al 128 d. C..

## Descubrimiento
El cuerpo fue descubierto el 12 de mayo del año 1897 por dos trabajadores cerca de la localidad de Yde (Holanda), en la turbera pantanosa de Stijfveen.

## Características
- Momificación natural.
- Causa de la muerte: fue estrangulada con una tela a modo de ritual, en lo que podría considerarse una ofrenda a alguna deidad de los pantanos.
- La niña tenía 16 años aprox.
- Tenía una deformación en la columna (escoliosis), y había recibido una puñalada en la clavícula.
- La mujer lucía cabello largo y estaba cubierta por una capa de lana.

## Conservación
La Niña de Yde se encontró en un buen estado de conservación, debido a la protección natural que le otorgó el hecho de haber quedado enterrada dentro de una turbera.
En 1992 se realizó una reconstrucción del cuerpo por parte de Richard Neave, miembro de la Universidad de Mánchester.
El cuerpo se encuentra depositado en el Museo Drents en Assen (Países Bajos).